# جيريمي شيلدون
جيريمي شيلدون (بالإنجليزية: Jeremy Sheldon)‏ هو كاتب بريطاني، ولد في 1971.

## وصلات خارجية
- جيريمي شيلدون على موقع IMDb (الإنجليزية)
- جيريمي شيلدون على موقع قاعدة بيانات الفيلم (الإنجليزية)